# Natació sincronitzada al Campionat del Món de natació de 2015 – Rutina de duet lliure mixt
La prova de rutina de duet lliure mixt es va celebrar el 26 de juliol de 2015 a Kazan, Rússia.

## Resultats
La preliminar es va disputar a les 12:25 del dia 28. i la final el dia 30 a les 19:15.

   *   Classificats
| Posició | Nedadores    | País                                  | Preliminar | Preliminar | Final     | Final   |
| Posició | Nedadores    | País                                  | Puntuació  | Posició    | Puntuació | Posició |
| ------- | ------------ | ------------------------------------- | ---------- | ---------- | --------- | ------- |
| 1       | Rússia       | Aleksandr Maltsev Darina Valitova     | 89.3667    | 2          | 91.7333   | 1       |
| 2       | Estats Units | Kristina Lum Bill May                 | 90.5000    | 1          | 91.4667   | 2       |
| 3       | Itàlia       | Giorgio Minisini Mariangela Perrupato | 87.9667    | 4          | 89.3333   | 3       |
| 4       | França       | Benoît Beaufils Virginie Dedieu       | 88.5333    | 3          | 88.5333   | 4       |
| 5       | Espanya      | Gemma Mengual Pau Ribes               | 86.9000    | 5          | 86.8000   | 5       |
| 6       | Ucraïna      | Katerina Reznik Anton Timofeiev       | 85.5667    | 6          | 85.1333   | 6       |
| 7       | Japó         | Atsushi Abe Yumi Adachi               | 84.9667    | 7          | 84.9000   | 7       |
| 8       | Canadà       | Stéphanie Leclair René Prévost        | 82.3333    | 8          | 82.5333   | 8       |
| 9       | Turquia      | Gökçe Akgün Yağmur Demircan           | 76.5333    | 9          | 76.3667   | 9       |
| 10      | Txèquia      | Ondřej Cibulka Sabina Holubová        | 73.7000    | 10         | 71.5667   | 10      |